# Војко Ђукић
Војко Ђукић (Гламоч, 2. јануар 1955) српски је универзитетски професор, лекар, научни радник и академик. Редовни је професор Медицинског факултета у Бањој Луци и Медицинског факултета у Београду (ужа научна област оториноларингологија). Члан је Европске академије наука у Бечу и Академије наука и умјетности Републике Српске.

## Биографија
Гимназију је завршио у родном граду, а Медицински факултет 1979. у Београду. Запослио се 1981. у Клиници за оториноларингологију и максилофацијалну хирургију (КОМХ) у Клиничком центру Србије. Специјалистички испит положио је 1986. године. На Медицинском факултету у Београду магистрирао је 1985. одбраном рада Операцијска провера клиничких и ендоскопских метода прегледа у процени локализације и проширености малигних тумора ларинкса и докторирао 1995. одбраном тезе Компаративна студија класичне и ласерске хирургије у рестаурацији ларинксних функција код обостраних парализа гласница
На истом факултету биран је за асистента-приправника (1987), асистента (1991), доцента (1995), ванредног (2000) и редовног професора (2005). Био је шеф Катедре за оториноларингологију са максилофацијалном хирургијом (2004-2014). На Медицинском факултету у Бањој Луци био је професор и шеф Катедре за оториноларингологију. Усавршавао се у области ласерске хирургије у оториноларингологији у Саутхемптону (Southampton University Hospital, 1990) и Лондону (The Royal National Throat Nose and Ear Hospital, 1990, 1993). У Клиничком центру Србије од 1993. шеф је Јединице за бронхоезофагологију у КОМХ, а од 2002. начелник Одељења за ендоскопију са дневном болницом. Био је директор Клиничког центра Србије (2001-2008) и КОМХ (2001-2013). Начелник је Центра за поремећај комуникације КОМХ и савјетник за развој Универзитетско клиничког центра Републике Српске (2019). Члан је Француског удружења за оториноларингологију, Европског комитета за стандардизацију и унапређење ласерске хирургије у ларинголошкој онкологији, Извршног комитета Европског удружења оториноларинголога (EUFOS), Европског удружења ларинголога (ELS) и његовог научног комитета. За дописног члана Академије наука и умјетности Републике Српске изван радног састава изабран је 2012, а за редовног члана изван радног састава 2018. године.
Носилац је Ордена Светог Саве 1. реда и добитник Награде града Београда за медицину (2017). До 2019. објавио је око 250 научних и стручних радова.